# BK 5
BK 5 е 50-мм авиационно оръдие за борба с противниковите танкове. С оръдието са били въоръжавани самолетите Ме-210, Ме-410 и Ju-88.

## История
Работата по създаването на тежко авиационно оръдие за борба с танковете и тежките бомбардировачи на противника започва в началото на 1943 г. За основа при работата е използвано 50 мм танково полуавтоматично оръдие. След преминаването на огневите изпитания, които не издържа много успешно, немското ръководство решава да въоръжи с него изтребителите Ме-210, Ме-410 и бомбардировача Ju-88.
Въпреки незадоволителните резултати, в хода на експлоатацията на оръдието в реални бойни условия, е взето решение ВК 5 да бъде основното оръжие на новия реактивен изтребител Ме-262А-1а (боекомплект 30 снаряда).

## Техническо описание
Оръдието е изпълнено по стандартната, за полевите полуавтоматични оръдия, схема. Движението на автоматиката се осъществява за сметка на енергията на отката на цевта. Зареждането със снаряди се осъществява от специален пневматичен механизъм.
Захранването с боеприпаси се осъществява от магазин с кръгла форма и вместимост 21 снаряда. За водене на прицелен огън е монтиран комбиниран прицел ZFR-4А.
Като основни дефекти на оръдието се посочват честите засечки, ниският темп на стрелба и недостатъчният боекомплект.